# JayVaughn Pinkston
JayVaughn Pinkston (Broklyn, Nova Iorque - 27 de novembro de 1991) é um Americano profissional de basquete. Ele jogou basquete universitário pela Villanova University.
Pinkston foi selecionado para jogar no Mcdonald's All-American Jogo durante uma carreira estelar pelo Bispo Loughlin Memorial High School. Como ataque, ele foi selecionado para o Desfile de Todos os Americanos segunda equipe. Ele se tornou o primeiro jogador na Loughlin história para ganhar a honra de jogar no Mcdonald's All-American jogo.

## Início da vida
Pinkston nasceu em 27 de novembro de 1991, em Brooklyn, Nova York. Sua mãe, Kerry Pinkston, o deu à luz, quando ela estava na escola. Ela trabalhou em vários empregos, inclusive de diretor de segurança, para apoiá-lo como uma mãe solteira. JayVaughn sofreu várias crises de asma quando criança. Ele começou a jogar basquete aos 11 anos de idade, depois de um surto de crescimento. Pinkston recorda sendo horrível no início, mas começou a mostrar sinais de melhora após o treinamento com seu primo Tyren por vários anos.